# Deaf Chonky
Deaf Chonky (ивр. 'דף צ'ונקי‎; с ивр. — «Деф Чонки») — израильский панк-рок-дуэт.

## О группе
В состав дуэта входят две девушки: гитаристка и солистка Ади Броницки, а также барабанщица Тами Камински. Они выросли в Реховоте, Израиль, где и встретились возле местного банка. Название группе дал отец Тами, по-русски оно звучит как «Девчонки».

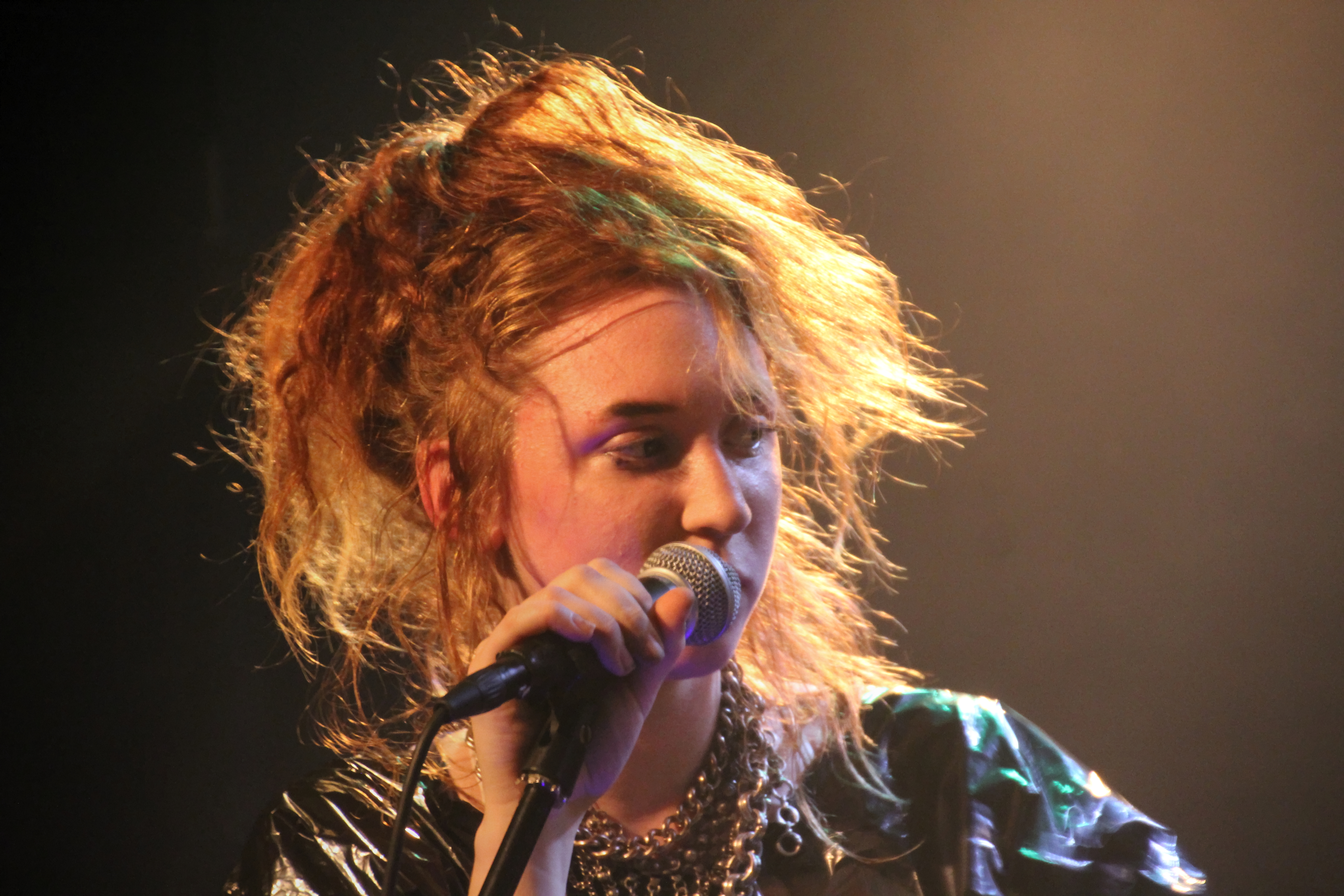
Ади Броницки, перфоманс, 2017

Музыкальные влияния группы разнообразны и включают в себя как гаражный панк, так и русскую народную музыку. В интервью в 2016 году, музыканты группы отметили влияние Blind Man Deaf Boy, Crass, Honey Bane и Billy Childish на своё творчество.
Дебютный альбом группы Farsh вышел 17 августа 2016 года. Вслед за ним был выпущен миньон Silence is Violence, увидевший свет 10 июля 2017 года. В течение следующих трёх лет музыканты выпустили ещё один мини-альбом Deaf Chonky, вышедший ограниченным тиражом на виниле, а также вторую полноформатную пластинку Harsh.

## Дискография
- 2016 — Farsh
- 2017 — Silence is Violence (EP)
- 2018 — Deaf Chonky (EP)
- 2020 — Harsh